# Elezioni generali in Bolivia del 1989
Le elezioni generali in Bolivia del 1989 si tennero il 7 maggio per l'elezione del Presidente e il rinnovo dell'Assemblea legislativa plurinazionale (Camera dei deputati e Senato).
Poiché nessun candidato alla carica di Presidente aveva ottenuto la maggioranza assoluta dei voti, l'Assemblea procedette al ballottaggio tra Gonzalo Sánchez de Lozada e Jaime Paz Zamora: fu così eletto Zamora, che ottenne 97 voti contro i 50 di de Lozada.

## Risultati
| Liste                                   | Candidati                 | Voti      | %     | Seggi  | Seggi  |
| Liste                                   | Candidati                 | Voti      | %     | Camera | Senato |
| --------------------------------------- | ------------------------- | --------- | ----- | ------ | ------ |
| Movimento Nazionalista Rivoluzionario   | Gonzalo Sánchez de Lozada | 363.113   | 25,65 | 40     | 9      |
| Azione Democratica Nazionalista         | Hugo Banzer Suárez        | 357.298   | 25,24 | 38     | 8      |
| Movimento della Sinistra Rivoluzionaria | Jaime Paz Zamora          | 309.033   | 21,83 | 33     | 8      |
| Coscienza di Patria                     | Carlos Palenque           | 173.459   | 12,25 | 9      | 2      |
| Sinistra Unita                          | Antonio Aranibar Quiroga  | 113.509   | 8,02  | 10     | -      |
| Partito Socialista-1                    | Roger Cortéz Hurtado      | 39.763    | 2,81  | -      | -      |
| Movimento Rivoluzionario Túpac Catari   | Víctor Hugo Cárdenas      | 22.983    | 1,62  | -      | -      |
| Fronte Unito di Liberazione Catarista   | Jenaro Flores Santos      | 16.416    | 1,16  | -      | -      |
| Falange Socialista Boliviana            | -                         | 10.608    | 0,75  | -      | -      |
| Movimento di Sinistra Nazionale         | Luis Sandoval Morón       | 9.687     | 0,68  | -      | -      |
| Totale                                  | Totale                    | 1.415.869 |       | 130    | 27     |

- Sono considerati i dati trasmessi al Congresso.